# Morinda sparsiflora
Morinda sparsiflora är en måreväxtart som först beskrevs av Julian Alfred Steyermark, och fick sitt nu gällande namn av Julian Alfred Steyermark. Morinda sparsiflora ingår i släktet Morinda och familjen måreväxter. Inga underarter finns listade i Catalogue of Life.